# Metopia lateropili
Metopia lateropili är en tvåvingeart som beskrevs av Allen 1926. Metopia lateropili ingår i släktet Metopia och familjen köttflugor. Inga underarter finns listade i Catalogue of Life.